# Domnișoara Caroline Rivière

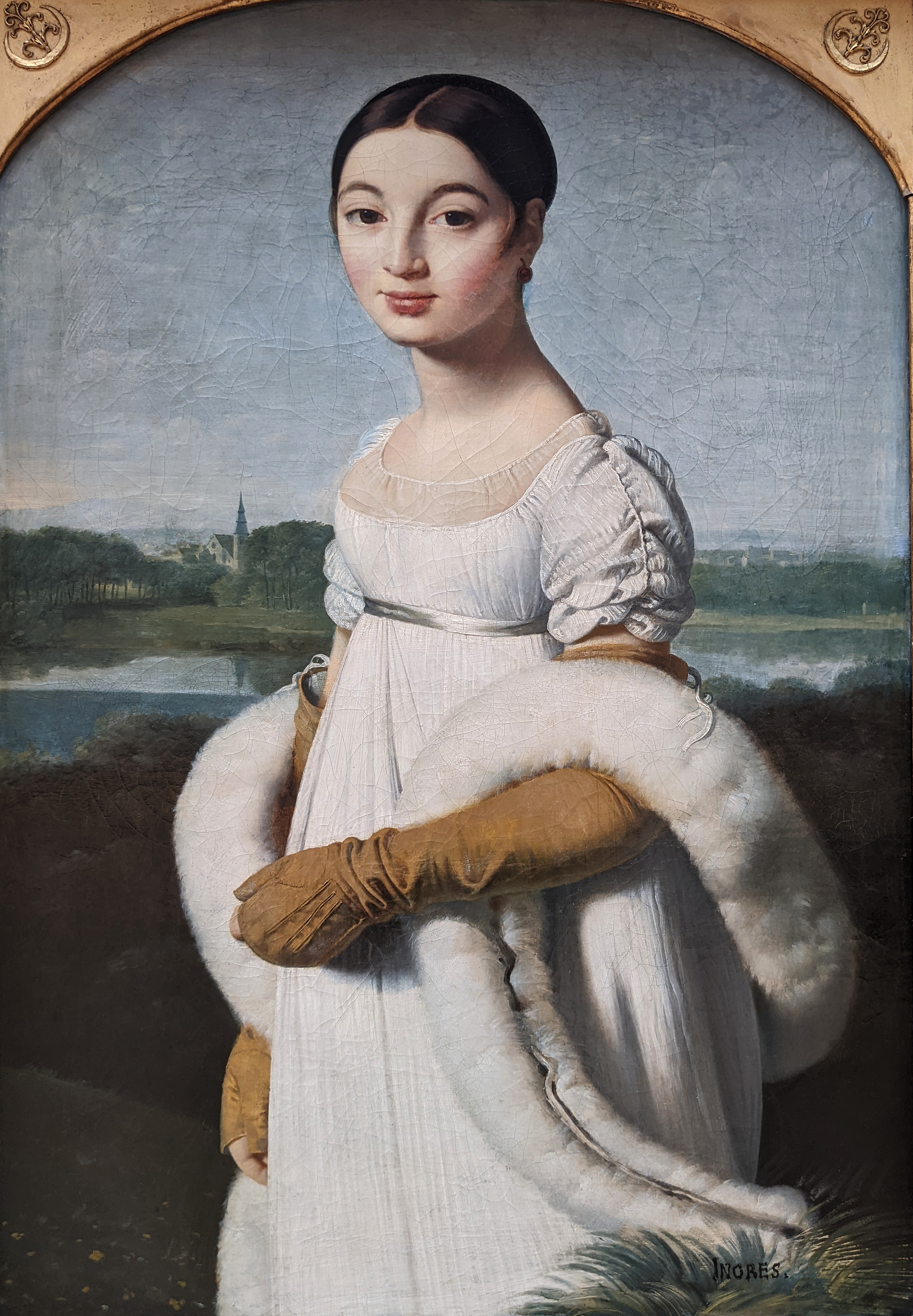
Domnişoara Caroline Riviere, 1806 ; 100 x 70 cm Louvre, Paris

Domnișoara Riviere este o pânză pictată de Jean Auguste Ingres în anul 1806.

## Descriere
Se poate observa ușoarele deformări anatomice: proporțiile dintre coșul pieptului și brațe care nu sunt foarte academice, însă ele conferă un efect de frumusețe și de farmec insolit. Caroline, în vârstă de 13 ani, îmbracată într-o rochiță albă, capă de hermină și mănuși lungi de antilopă domină în întregime peisajul verde care formează fundalul pânzei.
Părul pieptănat lins, gâtul descoperit și puritatea liniilor fac ca acest portret să ne ducă cu gândul la arta Evului Mediu. Fetița este îmbracată într-o rochie lungă, caracteristica stilului Empire, cu talie ridicată. Este copil, dar, în același timp, femeie. Va intra în istorie imortalizată în acest tablou plăcut.
Domnișoara Riviere va muri în anul 1807, la vârsta de 14 ani.